# Федотов, Сергей Александрович (хоккеист)
Сергей Александрович Федотов (род. 3 сентября 1970, Саратов) — советский, белорусский, российский хоккеист, защитник.

## Биография
В детстве играл за команду «Звездочка», выступавшую в турнире «Золотая шайба». На первенстве Саратовской области был замечен представителями «Кристалла», где стал тренироваться у Владимира Шевелева. Через год, после того, как Шевелев возглавил энгельсский «Химик», Федотов был приглашён в «Кристалл», где отыграл сезон первой лиги 1988/89. Перед следующим сезоном вместе с Олегом Леонтьевым и Игорем Степановым с целью прохождения армейской службы оказался в минском «Динамо», где, в отличие от партнёров, сразу отправленных в ШВСМ-«Прогресс» Гродно, провёл два сезона. По ходу сезона 1990/91 начал играть в гродненской команде, за которую выступал до сезона 1993/94, в котором провёл пять матчей за «Тивали».
Вернувшись в Россию, играл за команды «Кристалл» Саратов (1994/95 — 1995/96, 1996/97, 2001/02 — 2003/04), «Металлург» Магнитогорск (1995/96), «Северсталь» Череповец (1997/98), «Салават Юлаев» Уфа (1998/99, 2000/01), СКА СПб (1999/2000).
За сборную Белоруссии выступал в группе C1 (1994 — 2 место, 1995 — 1 место) и в группе В (1996 — 3 место). За сборную сыграл 34 матча.
Серебряный призер чемпионата Белоруссии (1993, 1994).
Тренер «Кристалла-2» Саратов в сезоне 2004/05.
Сыновья Максим (род. 2002) и Илья (род. 2003) также хоккеисты.